# Martha’s Vineyard Airport
Port lotniczy Martha’s Vineyard (ang.: Martha’s Vineyard Airport, IATA: MVY) – lotnisko zlokalizowane na wyspie Martha’s Vineyard 5 km na południe od Central business district (CBD) w Vineyard Haven w hrabstwie Dukes w stanie Massachusetts, USA. Lotnisko należy do hrabstwa Dukes i leży na granicy dwóch miast – West Tisbury i Edgartown.
Jest największym z trzech lotnisk na wyspie i jedyne obsługiwane przez linie lotnicze. Inne lotniska na wyspie to Katama Airpark i Trade Wind Airport.
Lotnisko Martha’s Vineyard zajmuje powierzchnię 278 ha, gdzie znajdują się 2 pasy startowe: 6/24 o wymiarach 1678 × 30 m i 15/33 o wymiarach 1005 × 23 m.
Od końca marca 2016 do końca marca 2017 lotnisko obsłużyło 40 555 samolotów, średnio 111 dziennie. W listopadzie 2017 na lotnisku stacjonowało 71 samolotów: 59 jednosilnikowych i 12 wielosilnikowych oraz 1 śmigłowiec.
Na terminalu znajdują się: restauracja, miejsca dla pasażerów, stanowiska odpraw i punkt odbioru bagażu. Wieża kontroli lotów jest otwarta od 6:00 do 22:00.